# Петрищево (Березники)

Петрищево, вид с северо-востока. На переднем плане река Быгель.

Петрищево (Петрищева) — бывшая деревня, вошедшая в состав города Березники Пермского края.

## История
Известна с 1697 г. Упоминается в "Переписной книге Алексея Никеева" под 1701 г., обозначена на карте-двухверстовке 1790 года. В начале XX в. в П. насчитывалось 11 дворов, жителей - 75 чел.
В 1950-е г. деревня вошла в состав города Березники. В 1970-80 гг. территория деревни полностью застроена типовыми двенадцати-, девяти- и пятиэтажными домами (микрорайон "К"). Частных домов в П. не осталось.
В наши дни условная граница Петрищево определена улицами Юбилейной, Мира, Свердлова и Алёшкиным логом с восточной стороны.

## Документы
Деревня Петрищева а в ней крестьян
Во дворе Григорей Афонасьев сын Тимашев 70 лет у него жена Акулина Яковлева дочь 70 лет у негож детей Феоктист 35 Гаврило 20 лет у Феоктиста жена Марфа Ларионова дочь 35 лет у негож детей сын Петр 8 лет да четыре дочери девки Степанида 12 Арина 11 Авдотья 7 Марья 4 лет у Гаврила жена Аксинья Васильева дочь 20 лет у негож сын Денис полугоду да зять Алексей Максимов сын Харитонов 35 лет у него жена Авдотья Федотова дочь 35 лет у негож детей Дмитрей 6 Андрей 3 лет Григорьев зять Алексей устюжанин посадской человек у Григорья живет с 701-го году а что де в отказных книгах написаны у него дети ево Василей да Гаврило да во дворе Осип Ларионов и в 702-м году Василей и Гаврило померли а Осип в 701-м году от него Григорья сошел безвестно
Во дворе Иван 40 Яков 38 Михайло 25 лет Ивановы дети Тимашевы у Ивана жена Марья Аврамова дочь 40 лет у негож детей сын (л.53) Ларион 3 лет да дочь девка Авдотья 10 лет у Якова жена Палагея Федорова дочь 30 лет у негож две дочери девки Дарья 6 Анисья 3 лет живут они Иван и Яков и Михайло во дворе отца своего Ивана Афонасьева сына Тимашева да брата Федора и в 701-м году Иван а сын ево Федор в 702-м году померли
Во дворе Алексей 35 Григорей 27 лет Яковлеыв дети Тимашевы у Алексея жена Дарья Иванова дочь 35 лет у негож сын Федор 2 лет у Григорья жена Прасковья Кондратьева дочь 27 лет да подворник Фотей Кирилов сын Тимашев 50 лет у него жена Аксинья Тарасова дочь 50 лет у негож три дочери девки Матрона 18 Дарья 13 Соломонида 11 лет Фотей уроженец тоеж деревни и жил своим двором и тот ево двор розвалился у Алексея з братьями живет с 707-го году живет он Алексей з братьями во дворе отца своего Якова Кирилова сына Тимашева да брата своего Григорья и в 707-м году Яков а Григорей в 701-м году померли
Да в той же деревне пустых дворов
Двор Фотея Кирилова сына Тимашева а ныне он Фотей живет в той же деревне на подворничестве у крестьянина у Якова Тимашева с 708-го году
Двор Феклиста Кирилова сына Тимашева (л.53об.) и Феклист живет в той же деревне у отца своего

Деревня Пермяково на речке Быгилю а в ней крестьян
(...)
Во дворе Гаврило Кузьмин сын Пермяков 60 лет у него жена Настасья Иванова дочь 50 лет у негож сын Никита 22 лет у него жена Агрофена Иванова дочь 22 лет у негож детей Иван 4 Федор 3 лет а что де в отказных книгах написан у него Алексей Максимов сын и в 708-м году он Алексей от него Гаврила отшед живет в деревне Петрищеве у крестьянина у тестя своего у Григорья Афонасьева сына Тимашева
(...)

Продолжение переписной книги "Перепись 1710 года: Сибирская губерния: Соликамский уезд: Переписная книга 1711 года вотчин именитого человека Г.Д. Строганова переписи дьяка Сибирского приказа Алексея Никеева".
Без начала.  Скреплена подписью: "Дьяк Алексей Никеев" (РГАДА. Ф.214. Оп.1. Д.1497).